# Charles Roy
Pour les articles homonymes, voir Roy.
Charles Galloint, dit Charles Roy, est un producteur de cinéma et acteur français né à Paris le 1er octobre 1900.

## Filmographie

### Producteur
- 1949 : Aux deux colombes de Sacha Guitry

### Producteur et acteur
- 1953 : Le Petit Jacques de Robert Bibal : le docteur Arthez
- 1954 : Opération Tonnerre de Gérard Sandoz
- 1954 : Crime au concert Mayol de Pierre Méré : le commissaire
- 1957 : Alerte aux Canaries d'André Roy : Cheneville